# Hradec Králové zastávka
Hradec Králové zastávka je železniční zastávka, která se nachází v Hradci Králové v městské části Věkoše v okrese Hradec Králové v Královéhradeckém kraji. Zastávka leží na jednokolejné elektrizované celostátní dráze Velký Osek – Choceň.

## Přeprava
Na zastávce zastavují pravidelné vlaky osobní přepravy kategorie osobní vlak (Os). Tyto vlaky provozuje dopravce České dráhy. Vlaky vyšší kategorie (např. spěšné vlaky, rychlíky) zastávkou pouze projíždějí.
Na zastávce není k dispozici osobní pokladna ani automat na jízdenky. Cestující jsou odbaveni průvodčím ve vlaku.

## Přístupnost
Bezbariérový přístup není na nástupiště zastávky (dle ČSN 73 4959).